# Münster (Hessen)
Pour les articles homonymes, voir Munster.
Münster (Hessen) est une municipalité allemande située dans le land de la Hesse et l'arrondissement de Darmstadt-Dieburg.

## Toponymie
Précécdemment nommée Münster, la commune a pris le nom de Münster (Hessen) depuis le 28 mars 2017.

## Jumelages
La commune de Münster (Hessen) est jumelée avec :
- Abtenau (Autriche)
- Reinsdorf (Allemagne)
- Lastra a Signa (Italie) depuis 2015